# انریکو ساردی
انریکو ساردی (به ایتالیایی: Enrico Sardi) بازیکن فوتبال و اهل ایتالیا است که از سال ۱۹۱۲ میلادی عضو تیم ملی فوتبال ایتالیا بوده و در ۷ بازی ملی حضور داشته‌است. او در بازی‌های ملی‌اش ۴ گل به ثمر رساند.
انریکو ساردی آخرین بازی ملی خود را در سال ۱۹۲۰ میلادی انجام داد.